# Edward White Robertson

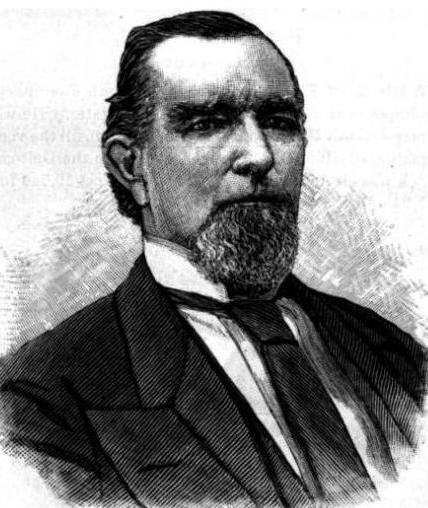
Edward White Robertson

Edward White Robertson (* 13. Juni 1823 bei Nashville, Tennessee; † 2. August 1887 in Baton Rouge, Louisiana) war ein US-amerikanischer Politiker. Zwischen 1877 und 1883 sowie nochmals im Jahr 1887 vertrat er den Bundesstaat Louisiana im US-Repräsentantenhaus.

## Werdegang
Bereits im Jahr 1825 kam Robertson mit seinen Eltern in das Iberville Parish in Louisiana, wo er die öffentlichen Schulen besuchte. Danach setzte er seine Ausbildung bis 1842 am Augusta College in Kentucky fort. 1845 schrieb er sich bei der University of Nashville für ein Jurastudium ein, das er aber abbrach, um als Soldat am Mexikanisch-Amerikanischen Krieg teilzunehmen. Nach dem Krieg beendete er im Jahr 1850 sein Jurastudium, das er an der University of Louisiana fortgesetzt hatte. Nach seiner im gleichen Jahr erfolgten Zulassung als Rechtsanwalt begann er in seinem neuen Beruf zu arbeiten.
Politisch war Robertson Mitglied der Demokratischen Partei. Zwischen 1847 und 1849 gehörte er dem Repräsentantenhaus von Louisiana an; von 1857 bis 1862 war er Revisor des Staatshaushalts von Louisiana (State auditor of public accounts). Während des Bürgerkrieges trat Robertson im Jahr 1862 als Hauptmann in das Heer der Konföderierten Staaten ein.  Nach dem Ende des Krieges arbeitete er als Anwalt in Baton Rouge. Bei den Kongresswahlen des Jahres 1876 wurde er im sechsten Wahlbezirk von Louisiana in das US-Repräsentantenhaus in Washington, D.C. gewählt, wo er am 4. März 1877 die Nachfolge von Charles E. Nash antrat. Nach zwei Wiederwahlen konnte er bis zum 3. März 1883 drei Legislaturperioden im Kongress absolvieren. Von 1877 bis 1879 war er Vorsitzender des Ausschusses zur Verbesserung der Deichanlagen am Mississippi. Danach war er von 1879 bis 1881 Mitglied in einen ähnlichen Ausschuss, der sich Committee on Levees and Improvements of the Mississippi River nannte.
1882 wurde Robertson von seiner Partei nicht für eine weitere Legislaturperiode nominiert. Vier Jahre später, 1886, gelang es ihm aber erneut, die demokratische Nominierung für die Kongresswahlen im sechsten Distrikt von Louisiana zu erringen. Das war damals aufgrund der Dominanz seiner Partei gleichbedeutend mit dem Sieg bei den eigentlichen Wahlen. Am 4. März 1887 übernahm er von Alfred Briggs Irion seinen früheren Sitz im US-Repräsentantenhaus. Er konnte sein Mandat aber nur kurz ausüben, da er bereits am 2. August 1887 verstarb, noch ehe der neu gewählte Kongress zu seiner konstituierenden Sitzung zusammengetreten war. Nach einer Nachwahl wurde sein Sohn Samuel zu seinem Nachfolger gewählt.